# جيم ماكدونل
جيم ماكدونل (بالإنجليزية: Jim McDonnell)‏ هو لاعب كرة قاعدة أمريكي، ولد في 15 أغسطس 1922، وتوفي في 14 أبريل 1993.

## وصلات خارجية
- جيم ماكدونل على موقعبيزبول رفرنس.كوم (الدوري الرئيسي) (الإنجليزية)